# Biberist
Biberist là một đô thị thuộc huyện hành chính Wasseramt, bang Soloturn, Thụy Sĩ. Đô thị này có diện tích 12,38 km2, dân số thời điểm tháng 12 năm 2009 là 7853 người. Biberist nằm giữa Zurich và Berne.